# Babys Frühstück
Babys Frühstück (Originaltitel: Repas de bébé) ist ein französischer Kurzfilm aus dem Jahr 1895. Er zählt zu den Filmen der Brüder Lumière, die am 28. Dezember 1895 im Pariser Salon Indien du Grand Café erstmals einem zahlenden Publikum vorgeführt wurden. In dem rund 45 Sekunden langen Streifen zeigt Louis Lumière eine familiäre Szene, in der ein Baby von seinen Eltern am Frühstückstisch gefüttert wird.

## Handlung
Eine dreiköpfige Familie sitzt im Garten und genießt das gemeinsame Frühstück. Während sich die Mutter eine Tasse Kaffee eingießt, füttert der Vater liebevoll das Baby, das in einem Hochstuhl zwischen seinen Eltern sitzt.

## Entstehungs- und Aufführungsgeschichte

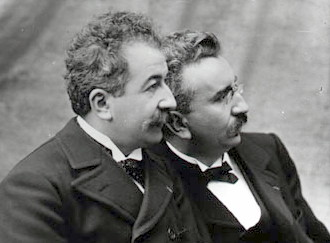
Louis (rechts) und Auguste Lumière, 1895

Louis und Auguste Lumière, die mit ihrer Société Lumière zu den führenden Produzenten fotografischer Platten zählten, hatten nach mehrmonatiger Entwicklungsarbeit am 13. Februar 1895 den Cinématographe, eine Apparatur, die sowohl als Filmkamera, Kopiermaschine und Filmprojektor eingesetzt werden konnte, zum Patent angemeldet. Sie präsentierten ihre Erfindung erstmals am 22. März 1895 in Paris vor der Société d’Encouragement à l’Industrie Nationale. Für die Vorführung hatten sie eigens den knapp einminütigen Film Arbeiter verlassen die Lumière-Werke produziert, der bei dem Fachpublikum für großes Aufsehen sorgte.
Als Reaktion auf den Erfolg dieser ersten Präsentation drehten die Brüder Lumière im Frühjahr und Sommer 1895 weitere Filme in ihrer Heimatstadt Lyon sowie auf ihrem Sommersitz in der südfranzösischen Hafenstadt La Ciotat. Ähnlich wie in Arbeiter verlassen die Lumière-Werke stellten sie ihre Alltagswelt in den Mittelpunkt ihrer bewegten Bilder; sie nahmen Arbeiter bei ihrer Tätigkeit, diverse Freizeitvergnügen sowie Szenen aus dem Familienleben auf.
Für den Film Babys Frühstück, der zu dieser Reihe von Frühwerken der Lumières zählt, setzte Louis Lumière die Familie seines Bruders in Szene. Gedreht wurde im eigenen Garten, Augustes Tochter Andrée Lumière spielte die „Hauptrolle“ in dieser knapp 45 Sekunden langen Darstellung, die wie ein familiärer Schnappschuss des passionierten Amateurfotografen wirkt.

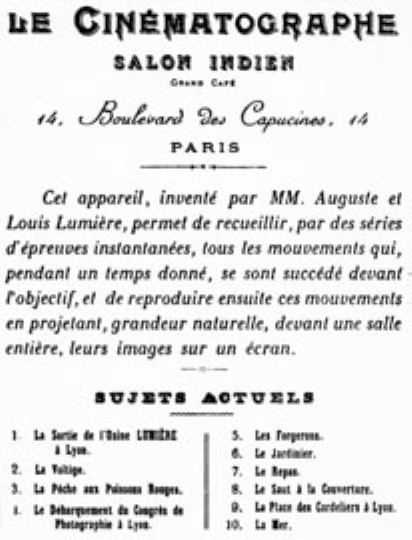
Programm der ersten Vorführungen im Salon Indien du Grand Café

Die erste Vorführung von Babys Frühstück erfolgte am 10. Juni 1895, als Louis und Auguste Lumière während eines mehrtägigen Kongresses der französischen Fotografenvereinigung in Lyon erstmals eine Auswahl ihrer Filme in einem größeren Rahmen vorstellten. In den folgenden Monaten fanden weitere private Vorführungen der Lumière-Filme für Mitglieder fotografischer und wissenschaftlicher Gesellschaften statt. Babys Frühstück zählte bei den meisten dieser Aufführungen zu den vorgestellten Filmen. Berichte über diese Veranstaltungen in den Fachzeitschriften erweckten ein großes Interesse an dem Cinématographe. Angesichts der zahlreichen Anfragen nach weiteren Filmvorführungen entschlossen sich die Lumières, eine erste kommerzielle Vorführung ihrer Filme vorzubereiten.
Antoine Lumière, der Vater von Louis und Auguste, mietete einen Kellerraum im Grand Café am Pariser Place de l’Opéra an und bereitete dort eine erste Präsentation vor. Die erste Vorführung fand am 28. Dezember 1895 vor Theaterbetreibern und Pressevertretern, aber ohne die Erfinder des Cinématographe statt. Innerhalb einer Viertelstunde wurden zehn Filme vorgeführt; gemäß dem überlieferten Programm wurde Babys Frühstück als siebter Film gezeigt (unter dem Titel Le Repas, deutsch: Die Mahlzeit). Insgesamt fanden sich am 28. Dezember nur 33 zahlende Kunden ein. In den folgenden Tagen stieg die Zahl der Interessenten aber kontinuierlich an, so dass im Januar 1896 bis zu 2500 Zuschauer täglich die Vorführungen besuchten.
Parallel zu dem Cinématographe wurden in Deutschland, in den Vereinigten Staaten und in Großbritannien konkurrierende Filmprojektoren präsentiert, doch dank der technischen Überlegenheit und der professionellen Vermarktung des Cinématographe setzten sich die Lumières mit ihrem System durch und wurden innerhalb weniger Monate zu den weltweit führenden Filmproduzenten. Im Jahr 1896 wurde der Cinématographe in zahlreichen europäischen Staaten, in Nordamerika, Mexiko, Nordafrika, Indien, Japan und Australien präsentiert. An vielen Orten zählte Babys Frühstück zum Premierenprogramm, wodurch der Film eine weite Verbreitung fand.
Auch nachdem sich die Brüder Lumière 1897 weitgehend aus der Filmproduktion zurückgezogen hatten, wurde der Film weiter von der Société Lumière vertrieben. 1905 erschien letztmals ein Katalog der Société, in dem der inzwischen zehn Jahre alte Streifen als Film No. 88 angeboten wurde.

## Rezeption

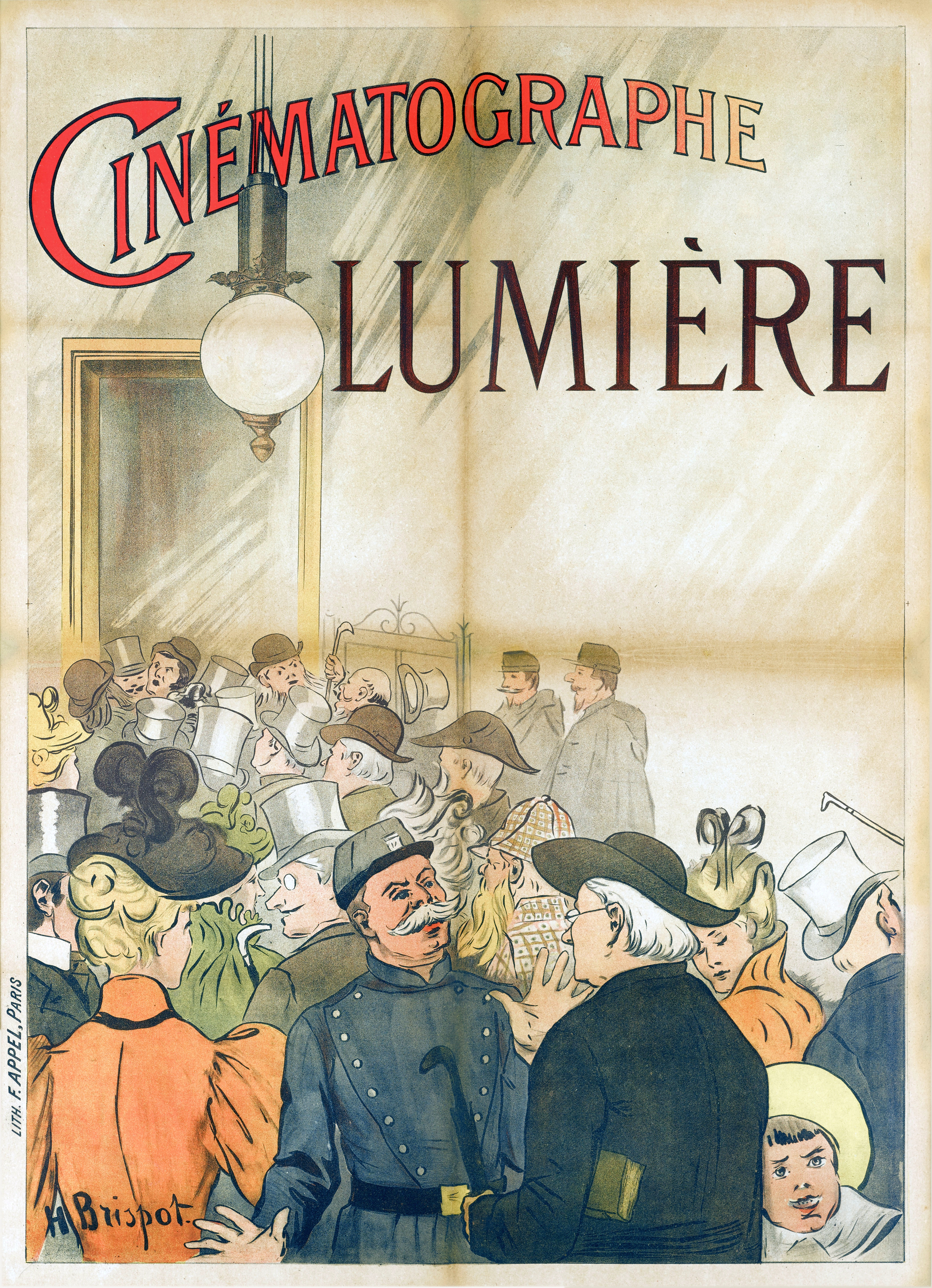
Werbeplakat aus dem Jahr 1896: Filmvorführungen als ein Erlebnis für die ganze Familie

Auch wenn heute Babys Frühstück zu den bekanntesten und beliebtesten Filmen der Brüder Lumière zählt, gingen die zeitgenössischen Berichte über den Cinématographe kaum auf den Film ein. Die Schauwerte der „bewegten Fotografien“ waren dem Publikum des frühen Kinos wichtiger als die Inhalte der einzelnen Streifen. Die Filmhistoriker Tom Gunning und André Gaundreault prägten für diese frühe Rezeption des Mediums Film den Begriff Kino der Attraktionen.
Die Premiere des Cinématographe Lumière am 28. Dezember 1895 blieb mangels rechtzeitiger Werbung von der Presse weitgehend unbeachtet. Die einzigen Pressevertreter, Reporter der weniger bekannten Zeitungen Le Radical und La Poste, berichteten von Bildern, die in ihrem Detailreichtum nicht nur eine „perfekte Illusion des wahren Lebens“ lieferten, sondern dieses Leben auch konservieren und reproduzieren konnten. Der Tod habe dadurch aufgehört, endgültig zu sein. Der spätere Filmpionier Georges Méliès, der ebenfalls bei der ersten Aufführung zugegen war, schilderte ausführlich den Eindruck, den Babys Frühstück bei ihm hinterlassen hatte. Ihn beeindrucke allerdings der Bildhintergrund mehr als der Vordergrund, Méliès beschrieb, wie sich die Blätter der Bäume im Wind bewegten.
In dieser offenbar bewussten Einbindung der Natur in das inszenierte Frühstück sehen Filmhistoriker wie Henri Langlois einen Bezug zu der impressionistischen Malerei. Die in Babys Frühstück gewählte halbnahe Einstellung entspricht impressionistischen Porträts von Künstlern wie Pierre-Auguste Renoir oder Mary Cassatt. Alan Williams betont darüber hinaus, dass die gesamte Komposition der einzigen Einstellung des Films unter künstlerischen Gesichtspunkten erfolgte. So bildet die Wand des Hauses im Hintergrund eine Diagonale, die dem Film eine räumliche Tiefe verleiht.
Nach Ansicht der Filmhistoriker Lee Grieveson und Peter Krämer leistete Babys Frühstück einen wichtigen Beitrag zur Akzeptanz des neuen Mediums Film. Anders als die frühen Filme von Thomas Alva Edison, die eher die männlichen Zuschauer ansprachen, richtete sich die authentische Darstellung einer Familie aus der Mittelschicht an ein breiteres Publikum. Filme wie Babys Frühstück trugen mit dazu bei, dass das frühe Kino zu einer Unterhaltungsform für die ganze Familie wurde.